# Langquaid
Langquaid (bairisch: Langad) ist ein Markt im niederbayerischen Landkreis Kelheim und der Sitz der Verwaltungsgemeinschaft Langquaid.

## Geografie

### Lage
Der Ort Langquaid liegt zwischen Landshut (etwa 45 Kilometer südlich) und Regensburg (etwa 30 Kilometer nördlich) an der Großen Laber.

### Nachbargemeinden
Langquaid grenzt (im Uhrzeigersinn) an die Gemeinden Herrngiersdorf, Rohr in Niederbayern, Hausen (Niederbayern), Teugn und Bad Abbach im Landkreis Kelheim sowie an die Gemeinden Thalmassing und Schierling (Oberpfalz) im Landkreis Regensburg.

### Gemeindegliederung
Es gibt 25 Gemeindeteile (in Klammern ist der Siedlungstyp angegeben):
- Adlhausen (Kirchdorf)
- Bärnpoint (Einöde)
- Böhmhartsberg (Einöde)
- Eichbühl (Dorf)
- Grub (Dorf)
- Gschwendt (Einöde)
- Günzenhofen (Dorf)
- Hagenach (Einöde)
- Hellring (Dorf)
- Kaltenberg (Einöde)
- Kitzenhofen (Weiler)
- Langquaid (Hauptort)
- Leitenhausen (Kirchdorf)
- Mitterschneidhart (Kirchdorf)
- Moosholzen (Einöde)
- Neuhaus (Einöde)
- Niederleierndorf (Kirchdorf)
- Oberleierndorf (Kirchdorf)
- Oberschneidhart (Dorf)
- Paring (Pfarrdorf)
- Schickamühle (Einöde)
- Stocka (Einöde)
- Stumpföd (Einöde)
- Unterschneidhart (Dorf)
- Viehhausen (Einöde)

Es gibt die Gemarkungen Adlhausen, Grub, Herrngiersdorf, Langquaid, Niederleierndorf, Paring und Schneidhart.

## Geschichte

### Bis zum 19. Jahrhundert

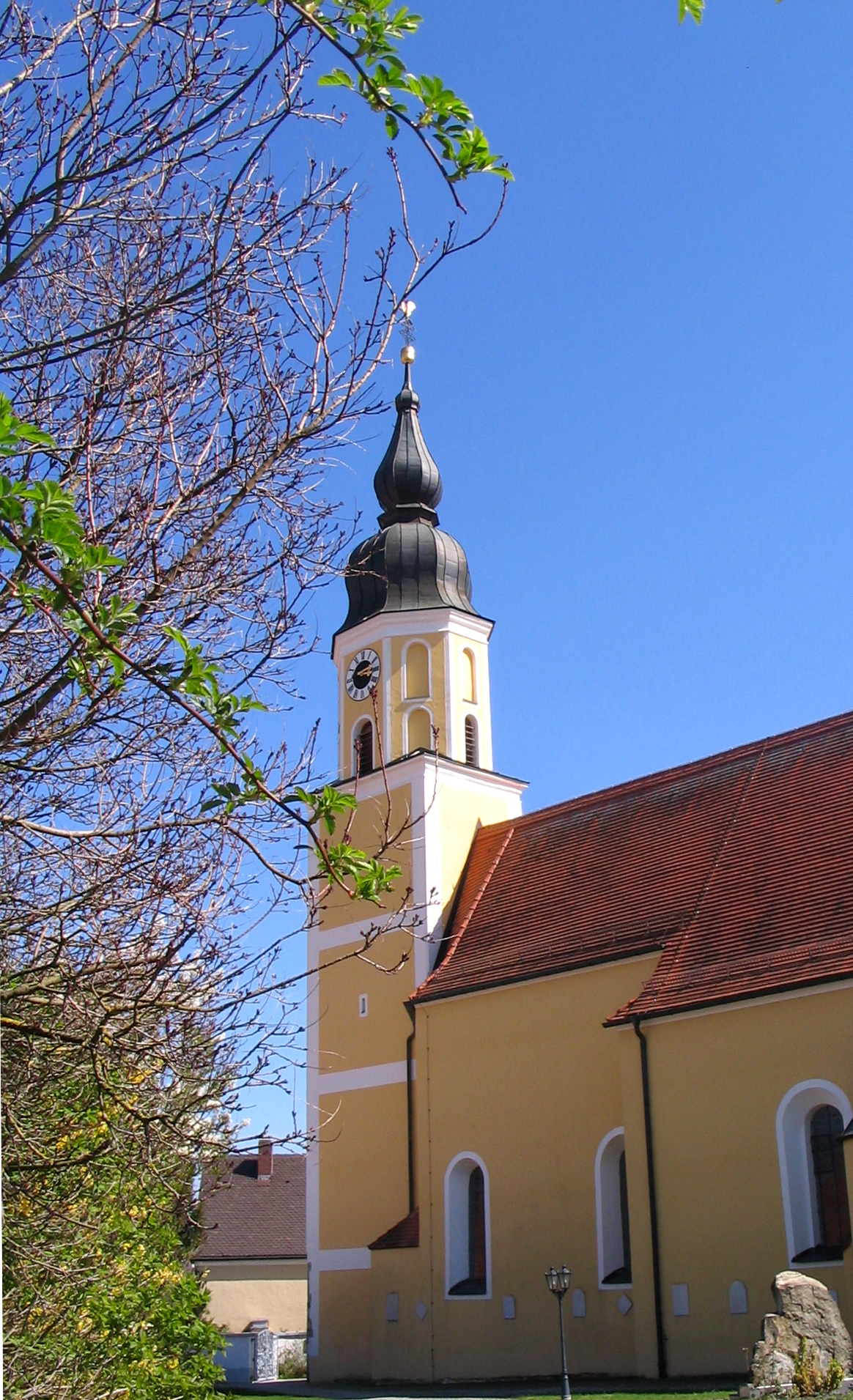
Pfarrkirche St. Jakob

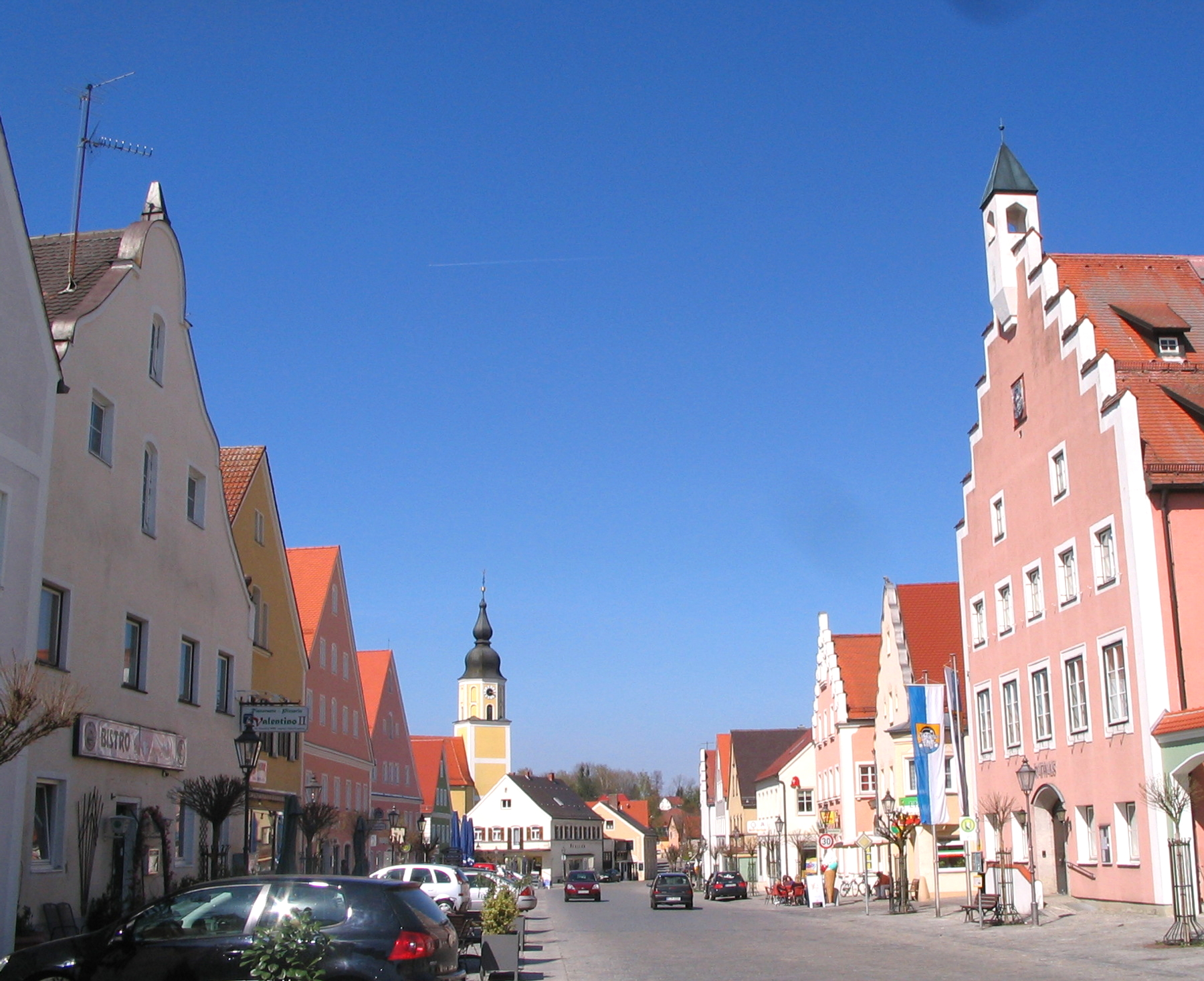
Marktplatz mit Rathaus (re.)

Der Markt Langquaid ist eine alte niederbayerische Siedlung im Tal der Großen Laaber. Erste Siedlungsspuren sind aus der jüngeren Steinzeit erkennbar, aus der Bronzezeit stammen zahlreiche Funde. Wie es der vermutlich älteste Name der Siedlung „Verroniwaida“ ausdrückt, war das weitgestreckte Weideland im Talraum der Laaber für Viehhirten ein günstiger Niederlassungsplatz. Dieser Ortsname tauchte um 750 nach Christus erstmals auf und wurde auch um 771 von Bischof Arbeo von Freising in der von ihm verfassten Lebensbeschreibung des heiligen Emmeram erwähnt.
An einer seit ältester Zeit bedeutsamen Straßengabelung gelegen, entwickelte sich in den folgenden Jahrhunderten aus der kleinen Siedlung ein größerer Ort, dessen Name „Langquat“ um 1200 erstmals in Urkunden auftauchte. Dass die Siedlung als natürlicher Mittelpunkt eines weiten Umlandes bedeutsame Fortschritte machte, ergibt sich aus der Verleihung der Marktrechte in den 1280er Jahren und durch die Errichtung einer Zollstation wenig später.
Einer der herzoglichen Zöllner, Konrad der Hueber, stiftete 1412 zur Kirche St. Jakob ein Benefizium und sicherte so dem Markt einen eigenen Priester, kirchlich gehörte Langquaid noch lange Zeit zur Urpfarrei Sandsbach. Die jetzige Pfarrkirche geht auf eine Anlage aus dem 13. Jahrhundert zurück und zeigt noch spätromanische Elemente. Im 15. Jahrhundert gab es einen durchgreifenden Umbau im gotischen Stil, und seinen derzeitigen barocken Charakter bekam das Gotteshaus bei einer Erneuerung um etwa 1740.
So entwickelte sich der Markt Langquaid kontinuierlich weiter, doch blieben dem Ort und seinem Umland stürmische Kriegszeiten und damit verbundene Rückschläge nicht erspart, die im Dreißigjährigen Krieg mit mehreren Brandschatzungen einen Höhepunkt erreichten. Deshalb liegen über die Marktprivilegien und das Marktwappen, das den Heiligen Jakobus darstellt, keine Originalurkunden, sondern nur Bestätigungen der verlorengegangenen Dokumente vor, wie z. B. von 1486 von Herzog Albrecht IV. oder 1659 von Kurfürst Ferdinand Maria. Als 1809 der Krieg zwischen den französisch-bayerischen Truppen unter Napoleon und dem österreichischen Heer tobte und in der Schlacht von Eggmühl gipfelte, blieb Langquaid weitgehend verschont.
Im 19. Jahrhundert nahm der Markt an der fortschreitenden technischen Entwicklung teil. Ab 1851 war Langquaid eine Poststation, 1875 schuf eine Telegraphenstation rasche Verbindung zur weiten Welt. Ein besonderes Ereignis war die Eröffnung der Bahnlinie Eggmühl – Langquaid, um die sich der Langquaider Bürgermeister Münsterer nachdrücklich bemüht hatte.
1613 errichteten die Langquaider Bürger eine Armenstiftung, um notleidenden Mitbürgern in einem Gemeindehaus Unterkunft zu geben. 1856 wurde ein Arbeiterunterstützungsverein gegründet, der sich zum Ziel setzte, in Langquaid ein Krankenhaus zu errichten, was 1866 verwirklicht werden konnte.

### 20. und 21. Jahrhundert
Seine wirtschaftliche Bedeutung als Einkaufs- und Umschlagplatz für ein weites Umland behielt Langquaid über die Jahrhunderte hinweg, das zeigen die fünf Jahrmärkte im Jahresverlauf, neben denen es bis in die 1990er Jahre noch einen wöchentlichen Ferkelmarkt auf dem Marktplatz gab. Seit 1891 führt der Markt Langquaid ein eigenes Hopfensiegel und ist einer der Siegelbezirke der Hallertau, wenn auch der Hopfenbau dort seine Bedeutung verloren hat. Nach dem Zweiten Weltkrieg fanden zahlreiche Heimatvertriebene in Langquaid eine neue Basis.
Es entwickelte sich eine rege Bautätigkeit, die um den alten Marktkern weiträumige Siedlungsgebiete wachsen und damit die Einwohnerzahl ansteigen ließ. So ist der Markt Langquaid heute Mittelpunkt einer weiträumigen Verwaltungsgemeinschaft und hat eine Kinderkrippe, drei Kindergärten, eine  Grund- und Mittelschule sowie Sportanlagen. Im Tal der Großen Laaber und dem bewaldete Hügelland befinden sich Wanderwege.

### Eingemeindungen
Bei der Gebietsreform in Bayern kam am 1. Juli 1972 die Gemeinde Oberleierndorf zu Langquaid. Am 1. Januar 1978 wurden die Gemeinden Leitenhausen und Schneidhart sowie Teile der aufgelösten Gemeinde Sandsbach eingegliedert. Am 1. Mai 1978 folgten Adlhausen, Niederleierndorf und Paring.

### Einwohnerentwicklung
Im Zeitraum 1988 bis 2018 stieg die Einwohnerzahl von 3836 auf 5733 um 1897 Einwohner bzw. um 49,5 %.

## Politik

### Marktgemeinderat
Seit der Gemeinderatswahl am 15. März 2020 (zum Vergleich die Ergebnisse von 2014) setzt sich der Marktgemeinderat von Langquaid folgendermaßen zusammen:
- CSU: 9 (10) Sitze
- SPD: 3 (3) Sitze
- FWG: 5 (5) Sitze
- ÖDP: 3 (2) Sitze
- Gesamt: 20

### Bürgermeister
Erster Bürgermeister ist seit 2002 Herbert Blascheck (CSU). Dieser wurde bei der Kommunalwahl 2020 als einziger Kandidat mit 97,5 % (2014: 97,7 %) der gültigen Stimmen erneut im Amt bestätigt. Der erste Bürgermeister gehört qua Amt ebenfalls dem Marktgemeinderat an.

### Verwaltungsgemeinschaft
Die Gemeinde ist Mitglied der Verwaltungsgemeinschaft Langquaid.

### Wappen
| Wappen Markt Langquaid | Blasonierung: „In Gold das Brustbild eines blau gekleideten, bärtigen Heiligen mit schwarzem Hut; auf dessen Krempe und auf dem Mantel je zwei silberne Pilgermuscheln.“ |
| Wappen Markt Langquaid | Wappenbegründung: Bei dem Heiligen im Wappen handelt es sich nach neuerer Meinung wohl um den heiligen Jakobus, den Patron der Pfarrkirche von Langquaid. Dafür sprechen auch die heraldischen Attribute, die Pilgermuscheln auf dem Mantel und der Hutkrempe. Die Gestaltung des Heiligen änderte sich wiederholt, während die Tingierung seit der Bestätigung der verloren gegangenen Marktprivilegien durch Herzog Albrecht IV. im Jahr 1486 feststand. Darin wird das „bisherige Wappen“ erwähnt, das heißt, der Beginn der Wappenführung lag schon weiter zurück. Das Fragment eines Siegelabdrucks von 1494 lässt auf die Entstehung des ersten Typars mit dem Wappen im frühen 15. Jahrhundert schließen. |

## Sehenswürdigkeiten
Der historische Marktplatz wird von Bürgerhäusern gesäumt, deren Treppengiebel und Türmchen auf das 19. Jahrhundert zurückgehen. Die Pfarrkirche St. Jakob ist eine im Kern spätromanische Kirche, die im 18. Jahrhundert  barockisiert wurde. Sieben Kilometer nördlich von Langquaid befindet sich im Ortsteil Hellring die barocke Wallfahrtskirche St. Ottilia. Fünf Kilometer südlich liegt auf einem Hügel  über dem Tal der Großen Laaber die Kapelle St. Koloman. Im gleichnamigen Ortsteil befindet sich das Kloster Paring.

### Historische Ausstellung
Die Dauerausstellung …zu Baiern loblich gefreyt – Langquaid und die Wittelsbacher beleuchtet Fragen, wie die Bedeutung eines Marktes und seiner Marktrechte, Freiheiten und Privilegien, Rechte und Pflichten eines Marktortes, die Rolle von Kastner und Mautner als Vertreter der landesherrlichen Macht ebenso wie den Bezug des Marktes Langquaid zum Haus Wittelsbach, die Verbindung der Wittelsbacher Herrscherpersönlichkeiten zu Langquaid von der Markterhebung bis zum Krankenhausbau. Erklärt werden auch das Langquaider Wappen mit St. Jakob als Patron des Marktes, das Zunftwesen in Langquaid sowie das Kanzleiwesen und das Schreiben und Siegeln im 17. Jahrhundert.

### Baudenkmäler

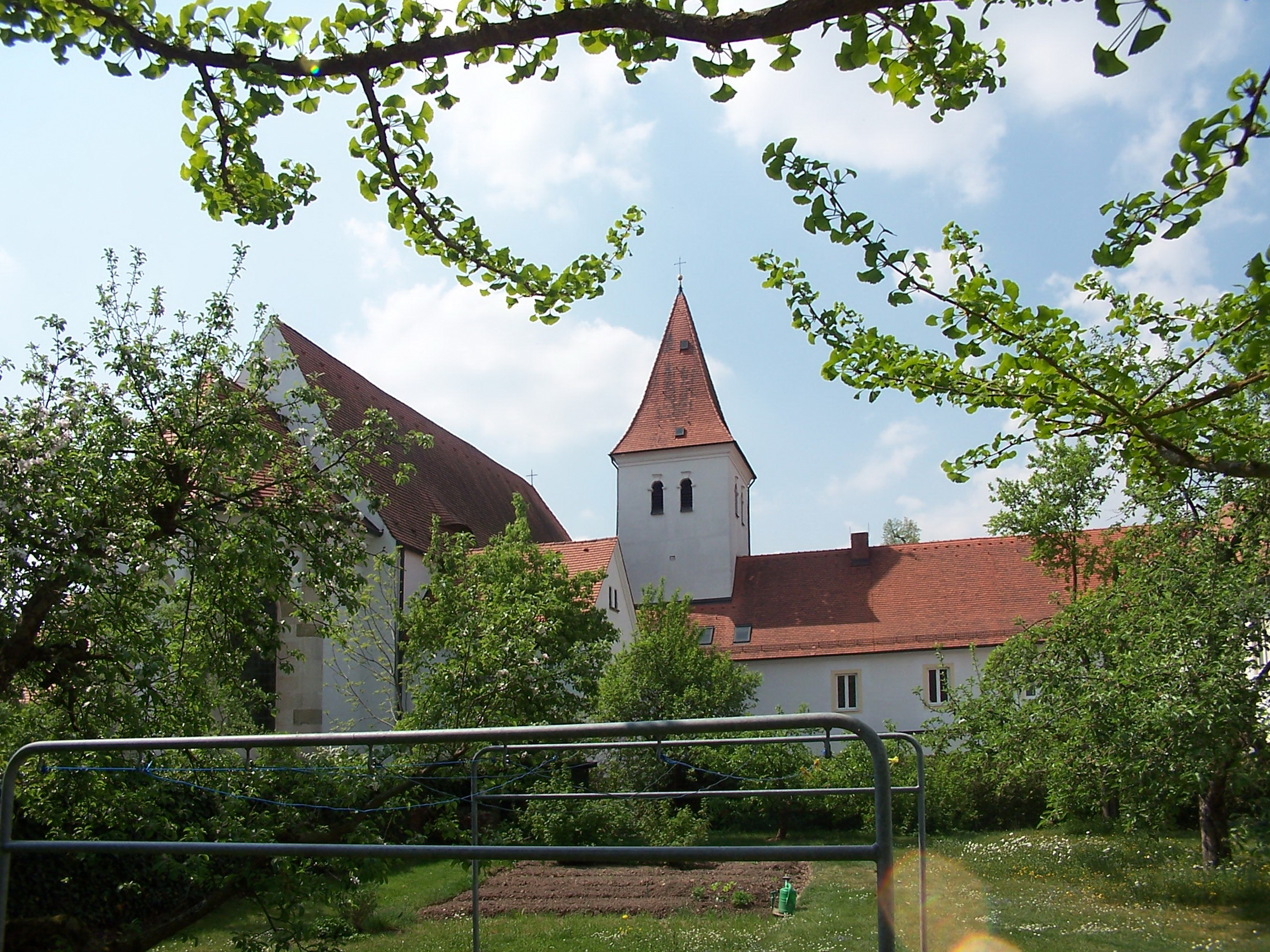
Kloster Paring

- Ensemble des historischen Wittelsbacher Marktplatzes
- Ehemaliges herzogliches Kastnerhaus
- Katholische Pfarrkirche St. Jakob
- Wasserschloss im Gemeindeteil Adlhausen
- Wallfahrtskirche im Gemeindeteil Hellring
- Wallfahrtskirche Mariä Himmelfahrt im Gemeindeteil Niederleierndorf
- Augustiner-Chorherrenstift und Pfarrkirche St. Michael im Gemeindeteil Paring

## Freizeit

### Naherholungsgebiet
Das Naherholungsgebiet Marktweiher ist ein Freizeit- und Naherholungsraum. Flachuferbereiche aus Kies wurden mit Steinblöcken ausgestattet. Zu beiden Seiten eines renaturierten Grabens werden leicht erhöhte Uferbereiche auch als Liegewiese genutzt. Durch Wasserbausteine wurde ein kleiner Grabenrückstau gebildet. Der Graben ist mit Kies ausgeschüttet. Der große Marktweiher wird im Winter von Schlittschuhläufern und Eisstockschützen benutzt. Das Naherholungsgebiet Marktweiher ist Ausgangspunkt verschiedener Themenwanderwege und bietet einen 100 Meter langen Barfußpfad.

### Sportanlagen
- Schulsporthalle: Die Mehrfachsporthalle mit 900 m² Hallenfläche und Zuschauertribüne steht als Multifunktionshalle auch für Veranstaltungen außerhalb des Sportbetriebs zur Verfügung.
- Schulsportzentrum: Neben einem Sportstadion mit Laufbahn verfügt das Schulsportzentrum über einen Allwetterplatz, eine Weitsprung- und Kugelstoßanlage, eine Beachvolleyballanlage, einen Skatepark und ein Mini-Spielfeld mit Kunstrasen.
- Tennisplätze
- Stockbahnen
- Waldstadion
- Sportplatz im Gemeindeteil Adlhausen
- Sportplatz im Gemeindeteil Niederleierndorf

### Langquaider Jahrmärkte
- Lichtmeßmarkt am Sonntag vor Lichtmess (2. Februar)
- Auffahrtsmarkt an Christi Himmelfahrt
- Jakobimarkt am Sonntag nach Jakobi (25. Juli)
- Kreuzerhöhungsmarkt (Zwetschgenmarkt) am Sonntag nach Kreuzerhöhung (14. September)
- Nikolausmarkt am ersten Sonntag im Advent
- Wallfahrtsfest Hellring im Ortsteil Hellring am zweiten Wochenende im Oktober

## Wirtschaft und Infrastruktur
Im Norden des Gemeindegebietes an der Staatsstraße St 2144 wurde das Gewerbegebiet „Handwerkerhof“ eröffnet. Dieses wurde 2008 um das Gewerbegebiet „Steinelberg“, zwischen dem Feuerwehrzentrum und der Kreisstraße KEH 10, erweitert. Im Jahr 2011 wurde ein weiteres Gewerbegebiet „Grubberg“ erschlossen und mit einem Kreisel an die Kreisstraße KEH 10 angeschlossen. Der Markt Langquaid hat sich seit den 2000er Jahren zu einem Wirtschaftsstandort entwickelt, wodurch die Zahl an sozialversicherungspflichtigen Arbeitsplätzen am Arbeitsort bis 2020 auf rund 1.200 gewachsen ist.
Landwirtschaftlich ist die Region wegen der optimalen Boden- und Klimabedingungen ein Spargelanbaugebiet.
Auszeichnungen
Im Jahr 2005 und 2016 wurde der Markt Langquaid  mit dem Stadtmarketingpreis Bayern ausgezeichnet. 2021 wurde der Markt außerdem mit dem neu geschaffenen Kommunalentwicklungs-Award der IHK Regensburg für Oberpfalz/Kelheim für sein innovatives und wirtschaftsfreundliches Konzept der Kommunalentwicklung in der Kategorie > 5.000 Einwohner ausgezeichnet.

### Unternehmen
- Abitron Germany, Produktion von Funkfernsteuerungen
- Albach Maschinenbau, Produktion von selbstfahrenden Holzhackmaschinen
- Autec Deutschland, Hersteller von Funkfernsteuerungen
- Europlant Pflanzenzucht, Kartoffelzuchtbetrieb
- Fairhandelszentrum, Vertrieb von fair gehandelten Waren
- Haumer & Ranftl, Malerfachbetrieb
- KPM, Metallbaubetrieb
- Laabertaler-Kunststoffbauelemente, Produktion von Kunststofffenstern und Türen
- Lauschke Caravan und Freizeit, Vertrieb von Wohnwagen und Campingbedarf
- Manasiev, Vertrieb von Reinigungsmaschinen
- Maunsystem, Produktion von Aluminiumprofilen
- MPK Kunststofftechnik, Produktion von Kunststofferzeugnissen
- Okzam International, Vertrieb von Automobilzubehör
- Schmidt-Visbek, Produktion von Kunststoff-Alu-Fenstern
- Wagner Präzisionsmaschinenbau, Produktion von CNC Fräs- und Drehteilen für die High-Tech-Industrie
- YOU.S Fahrzeugteile, Fahrzeugteile aller Art Online und Stationär

### Öffentliche Einrichtungen
- Seniorenservicehaus (Pflegeeinrichtung)
- Tagespflege im Familien- und Bildungszentrum
- Mehrgenerationenhaus (Begegnungszentrum)
- Kostenloser Seniorenbus aus den Ortsteilen in den Markt

### Bildung

#### Kindertagesstätten
- Kinderkrippe Krabbelkäfer (Markt Langquaid)
- Kinderkrippe Schatzinsel (Arbeiterwohlfahrt)
- Kindergarten Rappelkiste (Markt Langquaid)
- Kindergarten St. Jakob (Katholische Kirchenstiftung Langquaid)
- Kindergarten Schatzinsel (Arbeiterwohlfahrt)
- Laabertaler Waldkindergarten Langquaid und Umgebung e. V.

#### Schulen
- Franziska-Obermayr-Grundschule Langquaid mit gebundenem Ganztagszug
- Franziska-Obermayr-Mittelschule Langquaid mit offener Ganztagsschule

#### Erwachsenenbildung
- Volkshochschule Langquaid e. V.

#### Musikschule
- Musikschule Langquaid

### Verkehr
Langquaid ist Endpunkt der Bahnstrecke Eggmühl–Langquaid, einer Nebenbahn, die hauptsächlich für den Güterverkehr und an wenigen Tagen im Jahr für den Ausflugspersonenverkehr genutzt wird. Nordwestlich des Gemeindegebiets verläuft die Bundesautobahn 93, die in Richtung Regensburg über die Autobahnanschlussstelle 48 (Hausen) in etwa fünf Kilometern erreicht werden kann; aus Richtung München erreicht man die Gemeinde über die Anschlussstelle 49 (Abensberg) nach etwa sieben Kilometern.

## Persönlichkeiten
- Engelbert Albrecht (1836–1898), Dichter und Lyriker, lebte ab 1881 in Langquaid[13]
- Christian Wolff, erfand 1894 die erste deutsche Hopfenpflückmaschine[14]
- Alfons Maria Weigl (1903–1990), katholischer Priester und Schriftsteller, in Langquaid geboren
- Imre Tóth (1921–2010), rumänisch-deutscher Philosophie- und Mathematikhistoriker, lehrte Wissenschaftsgeschichte an der Universität Regensburg und wohnte in Langquaid
- Armin Hary (* 1937), Leichtathlet (Sprinter), zweifacher Olympiasieger und zweifacher Europameister, wohnt im Ortsteil Adlhausen
- Lieselotte Kinskofer (* 1959), Krimi-, Kinderbuch- und Drehbuchautorin, in Langquaid geboren[15]

## Sonstiges
Außerhalb des Ortes zwischen Langquaid und Schierling befindet sich ein ehemaliges Munitionshauptdepot der Bundeswehr (MunHptDep Schierling). Es wurde von 1937 bis 1939 als Luftwaffenmunitionsanstalt erbaut und im Oktober 2009 aufgelöst.